# FIRST STORY (redballoonのアルバム)
「FIRST STORY」（ファースト ストーリー）は、音楽バンドredballoonの1枚目のアルバムである。

## 解説
- メジャーデビュー後初のアルバム。
- 初回仕様には、特典応募ハガキ封入。

## 収録曲
全作曲：村屋光二
1. 真夏の地図
作詞：村屋光二、編曲：redballoon、河野圭
4thシングル。
2. 走り出す季節
作詞：村屋光二、編曲：redballoon、本間昭光
2ndシングル。
3. 夕立ストーリー
作詞：浜崎貴司、編曲：redballoon、河野圭
4. 銀色の空
作詞：井上秋緒、編曲：redballoon、本間昭光
3rdシングル。
5. ロックスター
作詞：村屋光二、編曲：redballoon、本間昭光
6. LIFE GAME
作詞：村屋光二、編曲：redballoon、河野圭
7. ミツカラナイコト
作詞：浜崎貴司、編曲：redballoon、本間昭光
8. DAYS
作詞：村屋光二、編曲：redballoon、本間昭光
1stシングルのc/w
9. train
作詞：村屋光二、編曲：redballoon、本間昭光
10. you
作詞：村屋光二、編曲：redballoon、本間昭光
11. ペルソナ
作詞：村屋光二、編曲：redballoon、本間昭光
3rdシングルのc/w
12. 雪のツバサ
作詞：井上秋緒、編曲：redballoon、本間昭光
1stシングル。テレビ東京系アニメ『銀魂』第3期オープニングテーマ。
13. スターライト
作詞：村屋光二、編曲：redballoon、本間昭光
インディーズの曲